# 日本海事史学会
日本海事史学会（にほんかいじしがっかい、英語：The Japan Society for Nautical Research）は、海事一般に関する歴史、法律、民俗、水産、考古、船舶、航海、海運など、あらゆる分野の交流をはかり、総合研究の「場」としての海事資料の調査ならびに、その保存、研究、情報の交換、相互研究の促進、一般社会への啓蒙など、多角的な活動を目的とする日本の単独学会である。

## 沿革
1962年12月9日、東京虎ノ門共済会館において設立総会が開催され、日本海事史学会が発足。初代会長は、東京都副知事もつとめた呉造船所社長の住田正一（1962年-1970年）。第二代会長は、東京大学教授、神戸商船大学教授などを歴任した南波松太郎（1970年-1985年）。第三代会長は、和船研究の第一人者の石井謙治（1985年-2000年）。第四代会長は、東京大学教授の安達裕之（2000年-現在）。

## 刊行物

### 海事史研究
日本海事史学会の機関誌である。
- 誌名（和文）：海事史研究
- 誌名（欧文）：Journal of the Japan Society for Nautical Research
- 創刊年：1963年
- 資料種別：学術刊行物（日本学術会議）
- 使用言語：日本語（英文表題付）
- 発行形態：印刷体（年刊）
- 著作権帰属先：学会
- クリエイティブコモンズ：定めていない

### 続海事史料叢書
住田正一編『海事史料叢書』全20巻（東京：厳松堂書店、1930-1931年）の続編として、日本海事史学会編で刊行されたものである。
- 出版年：1969年（第一巻：住田海事奨励賞受賞）、1972年（第二巻：住田海事奨励賞受賞）、1978年（第三巻）、1979年（第四巻）、1980年（第五巻）、1981年（第六巻）、1982年（第七巻）、1983年（第八巻）、1984年（第九巻）、1986年（第十巻）
- 資料種別：叢書
- 使用言語：日本語
- 発行形態：印刷体
- 出版社：成山堂書店

### 日本海事史料目録（第一集）
- 出版年：1967年
- 資料種別：単行書
- 使用言語：日本語
- 発行形態：印刷体
- 著作権帰属先：学会

## 国際学術連合体への加入
- 国際海事史学会（International Maritime History Association）[5]